# Ignacio Almada Bay
Ignacio Lorenzo Almada Bay (Navojoa, Sonora, 3 de julio de 1949) es un Historiador con especialidad en historia política, social y cultural del noroeste de México, es Doctor en Historia por El Colegio de México. Desde 1991 se desempeña como Profesor-Investigador de El Colegio de Sonora. Sus investigaciones se especializan en la historia de la Revolución Mexicana así como en la historia política y social del noroeste de México en los siglos XIX y XX. Desde 2019 es miembro de la Academia Mexicana de la Historia, donde ocupa el sillón número 21. Fue rector de El Colegio de Sonora de 1998 a 2003. Es miembro del Sistema Nacional de Investigadores desde 1994. 

## Estudios
Realizó sus primeros estudios en Navojoa, Sonora. En la ciudad de Hermosillo cursó secundaria en el Colegio Regis (1963-1965).
Hizo estudios de bachillerato en el Seminario Conciliar de Ciudad Obregón, Sonora(1966-1968) y en el Seminario Nacional Mexicano en Montezuma, Nuevo México (1969). Culminó la preparatoria  con especialidad en el área de Ciencias Químicas-Biológicas en la Universidad de Sonora unidad Navojoa en 1970-1972.
Ingresó a la Facultad de Medicina de la Universidad Nacional Autónoma de México en donde cursó de 1973 a 1977 la carrera de médico cirujano. Realizó la maestría en Salud Pública en la Universidad de Harvard, promoción 1980-1981. Posteriormente hizo el Doctorado en Historia en el Colegio de México durante el período 1983-1986.
Su tesis doctoral fue presentada en el Centro de Estudios Históricos del Colegio de México en 1993 y se titula La conexión Yocupicio. Soberanía estatal, tradición cívico-liberal y resistencia al reemplazo de las lealtades en Sonora, 1913-1939. Su directora de tesis fue la Dra. Alicia Hernández Chávez y el jurado lo integraron los doctores Jean Meyer, Héctor Aguilar Camín y Javier Garciadiego.

## Docencia
De 1978 a 1983 se desempeñó como auxiliar de profesor y como profesor en la Facultad de Medicina de la UNAM. Fue profesor del Departamento de Historia y Filosofía de la Medicina en la Facultad de Medicina de la Universidad Nacional Autónoma de México de 1984 a 1987 y coordinador del seminario “Salud y crisis en México” en el Centro de Investigaciones Interdisciplinarias en Humanidades de la UNAM en 1986-1987. Fue investigador en el Centro de Estudios Demográficos y de Desarrollo Urbano de El Colegio de México (1985-1986).
Fue profesor de asignatura en la Licenciatura de Historia del Instituto de Investigaciones Históricas en la Universidad de Sonora (1988-1989).
Desde 1991 es profesor-investigador de tiempo completo en El Colegio de Sonora. Ha formado parte del Sistema Nacional de Investigadores como investigador nivel I desde 1994 a la fecha.
Como parte de sus labores académicas ha participado en la dirección de tesis y como sinodal en exámenes de grado de Maestría y Doctorado en Ciencias Sociales de El Colegio de Sonora y otras instituciones locales y nacionales como El Colegio de México, El Colegio de Michoacán, la Universidad de Guadalajara, la Universidad Iberoamericana y el Instituto Nacional de Salud Pública. En El Colegio de Sonora ha dirigido 23 tesis de maestría y 6 de doctorado.

## Investigación
2012-2014. PROMEP. Proyecto de investigación 103.5/12/2026 “Gobierno y cultura escrita en Nueva España: fuentes, representaciones y formas de participación política, siglos XVII-XIX”. Responsable como Líder del Cuerpo Académico COLSON CA-4.
2011-2013. CONACYT. Proyecto de investigación CB2008-105319-H “Las respuestas de la población general y de las autoridades locales del Estado de Sonora a las incursiones apaches, 1867-1886”. Coordinador responsable.
2001.  CONACYT. Proyecto de investigación G34094-D “Historia comparada del desarrollo empresarial. México a finales del siglo XIX y su secuela”, Universidad de las Américas, CIDE. Responsable del módulo Sonora.
1996.  CONACYT.Proyecto de investigación 4183P-H9607 “La secularización en Sonora, 1785-1910. Un estudio basado en los testamentos”. Diseño, gestión y coordinación.

## Actividades Institucionales
Se desempeñó como Primer Secretario General de El Colegio de Sonora durante el período 1993 a 1995 y posteriormente fue rector de esa institución durante el período 1998-2003. Fue también director del Centro de Estudios Históricos de Región y Frontera de El Colegio de Sonora de enero de 2008 a julio de 2011.

## Participación en órganos colegiados
Junio de 2011-marzo de 2022. Integrante de la Junta Universitaria de la Universidad de Sonora. 
2012-2015. Secretaría de Educación y Cultura. Gobierno del Estado de Sonora. Integrante de la Junta Directiva del Centro Regional de Formación Docente e Investigación Educativa.
2007-2013. Integrante del Comité de Evaluación Externa de El Colegio de San Luis, CPI. 
2005-2011 Integrante del Comité de Evaluación Externa de El Colegio de Michoacán.
2002-2022. Integrante de la Comisión Dictaminadora Externa del Centro de Investigación en Alimentación y Desarrollo, A.C.
1993-1995, 1998-2008. Miembro de la Junta de Gobierno de El Colegio de Sonora.
1993-2003, 2008-2011. Miembro del Comité Académico y Junta de Coordinación de El Colegio de Sonora

## Premios y distinciones
2020-       Jurado del Premio Frederich Katz. a la mejor tesis de doctorado sobre la revolución mexicana. 
2017-       Miembro de la Academia Mexicana de la Historia, sillón número 21.
2017-       Jurado del Premio   Atanasio G. Saravia. Integrante a título personal.
```
          Fomento Cultural Citibanamex.
```

2016        Cátedra en Estudios Regionales “Sergio Ortega Noriega”,
```
          El Colegio de Sinaloa.
```

2016        Presea Vito Alessio Robles al Mérito Histórico 2016.
```
          Centro Cultural Vito Alessio Robles, Saltillo, Coah.
```

1995        Premio Banamex Atanasio G. Saravia de Historia Regional Mexicana 1994-1995.

## Obras y publicaciones
Entre sus libros se encuentran:
2023. Ignacio Almada Bay. Bartolomé E. Almada. Diario (1859-1863), Publicaciones y correspondencia(1856-1871). México: El Colegio de Sonora. ISBN: 978-607-8809-38-7.
2019. Ignacio Almada Bay. Historia breve de Sonora. Cápsulas didácticas. Ciudad de México: El Colegio de México, Fideicomiso Historia de las Américas, Fondo de Cultura Económica. Libro electrónico (eBook). ISBN 978-607-628-519-0
2018. Ignacio Almada Bay. Un ex cautivo de los apaches como representación de sonorenses en el siglo XIX en México. Revista de controversias y contextos. Hermosillo, Sociedad Sonorense de Historia.
2017. Ignacio Almada Bay. Biografías de legisladores del Congreso del Estado de Sonora, 1822-2018. Selección de 153 diputados. Volumen II. De la violencia endémica a la paz orgánica, 1883-1939. 38 biografías. Hermosillo: El Colegio de Sonora y H. Congreso del Estado. ISBN: 978-607-8480-82-1 
2017. Víctor S. Peña, Ignacio Almada Bay. Historia panorámica del Congreso del Estado de Sonora, 2000-2016. Hermosillo: El Colegio de Sonora y H. Congreso del Estado. ISBN 978-607-8480-68-5.
2017. Ignacio Almada Bay, José Marcos Medina Bustos. Historia panorámica del Congreso del Estado de Sonora, 1825-2000. Segunda edición ampliada y revisada. Hermosillo: El Colegio de Sonora y H. Congreso del Estado. ISBN 978-607-8480-58-6.
2012. Ignacio Almada Bay, Alejandro Luna Navarro. Sonora. Siglos XIX-XXI. Historia de las Instituciones Jurídicas. Tomo II. México: Instituto de Investigaciones Jurídicas, UNAM, Senado de la República, LXI Legislatura. ISBN 978-607-02-1636-7. 
2011. Ignacio Almada Bay. Sonora. Historia breve. México: El Colegio de México, Fondo de Cultura Económica. Tercera edición. ISBN 978-607-16-0668-6. 
2010. Ignacio Almada Bay. Sonora. Historia breve. México: Secretaría de Educación Pública, El Colegio de México, Fondo de Cultura Económica. Segunda edición. ISBN 978-607-462-199-0. 
2010. Ignacio Almada Bay, Alejandro Luna Navarro. Sonora. Historia de las Instituciones Jurídicas. Tomo I. Siglo XIX. México: Instituto de Investigaciones Jurídicas, UNAM, Senado de la República, LXI Legislatura. ISBN 978-607-02-1636-7.
2009. Ignacio Almada Bay. La conexión Yocupicio. Soberanía estatal y tradición cívico-liberal en Sonora, 1913-1939. México: El Colegio de México. ISBN 978-607-462-011-5.
2001. Ignacio Almada Bay y José Marcos Medina Bustos. Historia panorámica del Congreso del Estado de Sonora, 1825-2000. México: Cal y Arena. ISBN 968-493-386-X.
2000. Ignacio Almada. Breve historia de Sonora. México: El Colegio de México, Fondo de Cultura Económica. ISBN 968-16-5991-0.
2000. Ignacio Almada Bay. Historia regional de Sonora. Perfil socioeconómico. México: Limusa, Conalep, SEP. ISBN 968-18-6013-6.
Entre sus artículos y publicaciones se encuentran:
2023. Juan Carlos Lorta Sainz, Ignacio Lorenzo Almada Bay, Políticos civiles en tierra de generales. La competencia por la gubernatura en Sonora, 1929-1943. Tzintzun. Revista de Estudios Históricos, 78 (julio-diciembre 2023) pp. 243-272, ISSN: 1870-719X · ISSN-e:2007-963Xjulio-diciembre
2021. War and Peace on the Rio Grande Frontier, 1830–1880. Miguel Ángel González-Quiroga. New Directions in Tejano History. Norman: University of Oklahoma Press, 2020. xvii, 487 pp. En Hispanic American Historical Review 1 November 2021, 101 (4): 713–715. doi: https://doi.org/10.1215/00182168-9366805
2020. 1927-1928: Una campaña presidencial y tres discursos periodísticos (Nota crítica sobre Bernardo Masini Aguilera, Un caudillo y dos periódicos. Álvaro Obregón como modelo de la relación entre la prensa y el poder en la revolución mexicana). Historia Mexicana LXIX (3): 1311-1340, enero-marzo. ISSN 0185-0172.
2019. José Marcos Medina Bustos e Ignacio Almada Bay. “Inter-Ethnic War in Sonora: Indigenous Captains General and Cultural Change, 1740-1832”. En Danna A. Levin Rojo y Cynthia Radding (eds.) The Oxford Handbook of Borderlands of the Iberian World, Oxford, Oxford University Press, 183-208. ISBN 9780199341771